# Marcus-Gunn-Pupillenzeichen
Unter Marcus-Gunn-Pupillenzeichen, benannt nach dem schottischen Augenarzt Robert Marcus Gunn, versteht man einen relativen afferenten Pupillendefekt (RAPD) mit verminderter Lichtreaktion der befallenen Seite. Er kann als klinisches Symptom durch eine augenheilkundliche Untersuchung, den Swinging-Flashlight-Test, ausgelöst werden, bspw. bei einer Retrobulbärneuritis. Das Marcus-Gunn-Pupillenzeichen gilt als wichtiger Befund zum Nachweis einer einseitigen Läsion des Nervus opticus. Es ist ebenfalls zu finden bei Netzhauterkrankungen und Glaukompatienten mit entsprechend ausgeprägten Gesichtsfelddefekten.